# Paraliparis gomoni
Paraliparis gomoni és una espècie de peix pertanyent a la família dels lipàrids. Mesura 11 cm de llargària màxima i té seixanta-nou vèrtebres. És un peix marí i batidemersal que viu entre 1.140 i 1.160 m de fondària al talús continental. És bentònic. Es troba a l'Índic oriental: el nord-est de Tasmània (Austràlia). És inofensiu per als humans.